# Szymon Tarapata
Szymon Tarapata (ur. 25 kwietnia 1984 r. w Krakowie) – polski prawnik, karnista, nauczyciel akademicki, adwokat, specjalista w zakresie prawa karnego, postępowania karnego oraz prawa karnego wykonawczego, adiunkt w Zakładzie Prawa Karnego Wykonawczego Wydziału Prawa i Administracji Uniwersytetu Jagiellońskiego w Krakowie.

## Życiorys
W 2009 r. ukończył studia prawnicze na Wydziale Prawa i Administracji Uniwersytetu Jagiellońskiego. Na tej uczelni obronił również doktorat oraz uzyskał habilitację. Początkowo pracował w Katedrze Prawa Karnego UJ.
W latach 2007–2008 pracował w Uniwersyteckiej Poradni Prawnej UJ. W okresie 2009–2010 aplikant aplikacji ogólnej w Krajowej Szkole Sądownictwa i Prokuratury, a następnie w latach 2011–2013 aplikant aplikacji adwokackiej. Od 2015 r. adwokat przy Okręgowej Radzie Adwokackiej w Krakowie prowadząc działalność w formie spółki cywilnej.

## Działalność naukowa
15 grudnia 2014 r. uzyskał stopień doktora nauk prawnych na podstawie rozprawy doktorskiej pt. „Dobro prawne w strukturze przestępstwa. Analiza teoretyczno-dogmatyczna” (promotor: Piotr Kardas, recenzenci: prof. Andrzej Zoll i prof. Jacek Giezek). 12 października 2020 r. uzyskał stopień doktora habilitowanego na podstawie monografii pt. „Przypisanie sprawstwa skutku w sensie dynamicznym w polskim prawie karnym”. Od listopada 2016 r. do 31 października 2019 r. został zatrudniony w Katedrze Prawa Karnego Materialnego Uniwersytetu Wrocławskiego grant badawczy finansowany przez Narodowe Centrum Nauki w programie FUGA-5 pt. „Model przypisania sprawstwa w polskim prawie karnym” (nr projektu: 2016/20/S/HS5/00549). Odbył staże naukowe Maurer School of Law at Indiana w Bloomington (2018) oraz na Uniwersytecie w Oksfordzie.

## Działalność publiczna
od 1 stycznia 2021 r. powołany na jednego sześciu rzeczników dyscyplinarnych do spraw nauczycieli akademickich Uniwersytetu Jagiellońskiego oraz jeden z ekspertów fundacji Krakowski Instytutu Prawa Karnego w Krakowie. Zastępca Redaktora Naczelnego czasopisma „Probacja” oraz redaktor tematyczny „Paragraf na Drodze”. Członek International Association of Penal Law.

## Wybrane publikacje
Autor bądź współautor ponad 100 publikacji z różnych dziedzin prawa karnego, postępowania karnego, prawa karnego wykonawczego.
- Dobro prawne w strukturze przestępstwa. Analiza teoretyczna i dogmatyczna, Warszawa 2016, ss. 640.
- „Przypisanie sprawstwa skutku w sensie dynamicznym w polskim prawie karnym”, Kraków 2019, wyd. Krakowski Instytut Prawa Karnego Fundacja, ISBN 978-83-948207-9-4, ss. 568